# Koordynatograf
Koordynatograf (nanośnik) – przyrząd mechaniczno-optyczny służący do nanoszenia na różne podłoża punktów o współrzędnych w określonym układzie. W geodezji i kartografii służy do precyzyjnego nakłuwania punktów geodezyjnych i przecięć siatki współrzędnych. Spotyka się koordynatografy ortogonalne służące do kartowania punktów o określonych rzędnych i odciętych (współrzędne płaskie) oraz koordynatografy biegunowe – do kartowania punktów określonych poprzez azymut i odległość (współrzędne biegunowe).
Konstrukcja koordynatografu ortogonalnego w swej najprostszej postaci to dwa wzajemnie prostopadłe liniały z naniesionym podziałem. Jeden liniał przytwierdzony na stałe do stołu kreślarskiego służy do odczytywania rzędnych punktów. Wzdłuż niego toczy się wózek z przytwierdzonym drugim liniałem do odczytywania odciętych. Po liniale ruchomym posuwa się wózek z igłą do nakłuwania punktów.
Szczegółowe zasady dotyczące używania koordynatografu w geodezji określa wytyczne techniczne K-1.3 "Mapa zasadnicza. Opracowanie pierworysu z pomiarów bezpośrednich" w rozdziale IX.